# Supercopa de Italia 2019
La Supercopa de Italia 2019 fue la 32.ª edición de la Supercopa de Italia, que enfrentó al ganador de la Serie A 2018-19, la Juventus de Turín, contra el campeón de la Copa Italia 2018-19, la Società Sportiva Lazio.

## Equipos participantes
| Juventus |  |  |  | Campeón de la Serie A 2018-19     |
| Lazio    |  |  |  | Campeón de la Copa Italia 2018-19 |

## Partido[2]
| 1          | POR        | Wojciech Szczęsny |     |
| 12         | DEF        | Alex Sandro       |     |
| 19         | DEF        | Leonardo Bonucci  |     |
| 28         | DEF        | Merih Demiral     |     |
| 2          | DEF        | Mattia De Sciglio | 55' |
| 30         | MED        | Rodrigo Bentancur |     |
| 5          | MED        | Miralem Pjanić    |     |
| 14         | MED        | Blaise Matuidi    | 76' |
| 10         | DEL        | Paulo Dybala      |     |
| 21         | DEL        | Gonzalo Higuaín   | 66' |
| 7          | DEL        | Cristiano Ronaldo |     |
| Entrenador | Entrenador | Maurizio Sarri    |     |

| 1          | POR        | Thomas Strakosha        |     |
| 3          | DEF        | Luiz Felipe             |     |
| 33         | DEF        | Francesco Acerbi        |     |
| 26         | DEF        | Ştefan Radu             |     |
| 29         | MED        | Manuel Lazzari          |     |
| 21         | MED        | Sergej Milinković-Savić |     |
| 6          | MED        | Lucas Leiva             | 64' |
| 10         | MED        | Luis Alberto            | 67' |
| 19         | MED        | Senad Lulić             |     |
| 17         | DEL        | Ciro Immobile           | 82' |
| 11         | DEL        | Joaquín Correa          |     |
| Entrenador | Entrenador | Simone Inzaghi          |     |

| 16 | MED | Juan Guillermo Cuadrado | 55' |
| 8  | MED | Aaron Ramsey            | 66' |
| 11 | DEL | Douglas Costa           | 76' |

| 32 | MED | Danilo Cataldi | 64' |
| 16 | MED | Marco Parolo   | 67' |
| 20 | DEL | Felipe Caicedo | 82' |

| Anotado | 45+1' | Paulo Dybala | 1 – 1 |

| Anotado | 16'   | Luis Alberto   | 0 – 1 |
| Anotado | 73'   | Senad Lulić    | 1 – 2 |
| Anotado | 90+4' | Danilo Cataldi | 1 – 3 |

| Amonestado | 9'  | Blaise Matuidi    |
| Amonestado | 48' | Rodrigo Bentancur |

| Amonestado | 35'   | Lucas Leiva    |
| Amonestado | 58'   | Luis Alberto   |
| Amonestado | 90+2' | Danilo Cataldi |

| Otorgado · Expulsado | 90+3' | Rodrigo Bentancur |

| Árbitro             | Gianpaolo Calavarese |
| Árbitros asistentes | Alessandro Costanzo  |
| Árbitros asistentes | Giorgio Peretti      |
| Cuarto árbitro      | Fabio Maresca        |
| VAR                 | Paolo Mazzoleni      |
| Adicional VAR       | Piero Giacomelli     |

| 1          | POR        | Wojciech Szczęsny |     |
| 12         | DEF        | Alex Sandro       |     |
| 19         | DEF        | Leonardo Bonucci  |     |
| 28         | DEF        | Merih Demiral     |     |
| 2          | DEF        | Mattia De Sciglio | 55' |
| 30         | MED        | Rodrigo Bentancur |     |
| 5          | MED        | Miralem Pjanić    |     |
| 14         | MED        | Blaise Matuidi    | 76' |
| 10         | DEL        | Paulo Dybala      |     |
| 21         | DEL        | Gonzalo Higuaín   | 66' |
| 7          | DEL        | Cristiano Ronaldo |     |
| Entrenador | Entrenador | Maurizio Sarri    |     |

| 1          | POR        | Thomas Strakosha        |     |
| 3          | DEF        | Luiz Felipe             |     |
| 33         | DEF        | Francesco Acerbi        |     |
| 26         | DEF        | Ştefan Radu             |     |
| 29         | MED        | Manuel Lazzari          |     |
| 21         | MED        | Sergej Milinković-Savić |     |
| 6          | MED        | Lucas Leiva             | 64' |
| 10         | MED        | Luis Alberto            | 67' |
| 19         | MED        | Senad Lulić             |     |
| 17         | DEL        | Ciro Immobile           | 82' |
| 11         | DEL        | Joaquín Correa          |     |
| Entrenador | Entrenador | Simone Inzaghi          |     |

| 16 | MED | Juan Guillermo Cuadrado | 55' |
| 8  | MED | Aaron Ramsey            | 66' |
| 11 | DEL | Douglas Costa           | 76' |

| 32 | MED | Danilo Cataldi | 64' |
| 16 | MED | Marco Parolo   | 67' |
| 20 | DEL | Felipe Caicedo | 82' |

| Anotado | 45+1' | Paulo Dybala | 1 – 1 |

| Anotado | 16'   | Luis Alberto   | 0 – 1 |
| Anotado | 73'   | Senad Lulić    | 1 – 2 |
| Anotado | 90+4' | Danilo Cataldi | 1 – 3 |

| Amonestado | 9'  | Blaise Matuidi    |
| Amonestado | 48' | Rodrigo Bentancur |

| Amonestado | 35'   | Lucas Leiva    |
| Amonestado | 58'   | Luis Alberto   |
| Amonestado | 90+2' | Danilo Cataldi |

| Otorgado · Expulsado | 90+3' | Rodrigo Bentancur |

| Árbitro             | Gianpaolo Calavarese |
| Árbitros asistentes | Alessandro Costanzo  |
| Árbitros asistentes | Giorgio Peretti      |
| Cuarto árbitro      | Fabio Maresca        |
| VAR                 | Paolo Mazzoleni      |
| Adicional VAR       | Piero Giacomelli     |

| Supercopa de Italia     |
|                         |
| Campeón Lazio 5º título |